# Uscari-formatie
De Uscari-formatie is een geologische formatie in Costa Rica die afzettingen uit het Mioceen omvat. 
De Uscari -formatie bevindt zich in de provincie Limón en het dateert uit de overgang van het Mioceen naar het Plioceen. Deze formatie is de soortenrijkste fossielenlocatie op het gebied van ichthyofauna uit het Neogeen van de Caribische regio met 39 soorten kraakbeenvissen, waaronder chimaera's en kleine haaien zoals de valse doornhaai Isistius triangulus, en 25 soorten beenvissen (lantaarnvissen, naaldvisachtigen, zeepalingen en verschillende baarsachtigen).
Andere formaties in Costa Rica met mariene fauna uit het Mioceen zijn de Curré-formatie, Punta Judas-formatie en de Río Banano-formatie.